# Saison 11 de Section de recherches
Chronologie
Saison 10 Saison 12
Cet article présente les épisodes de la onzième saison de la série télévisée Section de recherches.

## Distribution

### La brigade
- Xavier Deluc : capitaine Martin Bernier, chef de groupe
- Franck Sémonin : lieutenant Lucas Auriol
- Chrystelle Labaude : commandant Nadia Angeli, responsable du TIC (épisodes 1-12)
- Manon Azem : adjudant Sara Cazanova (épisodes 1-4)
- Raphaèle Bouchard  : lieutenant Camille Chatenet (épisodes 3-14)
- Félicité Chaton : adjudant Victoire Cabral, dite « Vicky »
- Stéphane Soo Mongo : adjudant Alexandre Sainte-Rose, dit « Alex »
- Marine Sainsily : adjudant Sophie Walle (épisodes 7-14)

### Les autres
- Marie Piton : la procureure (épisodes 2, 5-6, 12 et 14)
- Dorcas Coppin : Leslie Sorel (épisodes 5-7)
- Priam Rodriguez : Elliot, fils de Lucas Auriol (épisode 1, 4, 9-11)
- Laura Mathieu : Emma, la nounou (épisodes 1 et 4)

## Liste des épisodes

### Épisode 1:Dans son monde
- Belgique : 4 janvier 2017 sur La Une
- Suisse : 3 janvier 2017 sur RTS Un
- France : 5 janvier 2017 sur TF1

- Belgique : 315 024 téléspectateurs (18 % de part d'audience)[1] (première diffusion)
- France : 6,87 millions de téléspectateurs (26,9 % de part d'audience)[2] (première diffusion)

- Catherine Demaiffe : Céline Mac Gill
- Anna Mihalcea : Julie Fariot
- Bryan Polach : Yves Moreau
- Iago Sala Alvarez : Nathan Moreau
- Anthony Paliotti : Marc Boilland
- Lucas Moreau : William
- Kader Boukhanef : Simon Marchiani
- Mina Merad : Adriana Marchiani
- Jérémie Poppe : Le PDG Drone
- Guillaume Faure : Nicolas Sorbier

### Épisode 2:Mauvaise blague
- Belgique : 4 janvier 2017 sur La Une
- Suisse : 3 janvier 2017 sur RTS Un
- France : 5 janvier 2017 sur TF1

- Belgique : 315 024 téléspectateurs (18 % de part d'audience)[1] (première diffusion)
- France : 5,97 millions de téléspectateurs (27,9 % de part d'audience)[2] (première diffusion)

- Inès Spiridonov : Flavie Marquet
- Victor Le Blond : Hugo Berard
- Nathalie Herbaut : Hélène Sudre
- Caroline Piette : Mélanie Marquet
- Claire Philippe : Diane, fille interrogée
- Arnaud Raymackers : Vianney, garçon interrogé
- Louis Duneton : Quentin Rodriguez
- Adel Fellous : Kader Chekroun
- Yanisse Mahmoudi : Jérémy Lefort
- Magalie Lerbey : Agent ASE
- Anthony Paliotti : Marc Boilland
- Iago Sala Alvarez : Nathan Moreau

### Épisode 3:Famille décomposée
- Belgique : 7 janvier 2017 sur La Une
- Suisse : 7 janvier 2017 sur RTS Un
- France : 19 janvier 2017 sur TF1

- Belgique : 269 918 téléspectateurs (14,9 % de part d'audience)[1] (première diffusion)
- France : 6,35 millions de téléspectateurs (24,9 % de part d'audience)[3] (première diffusion)

- Axel Huet : Augustin Marolle
- Pierre-Félix Gravière : Nicolas Charvet
- Charlotte Talpaert : Lucille Charvet
- Laurence Février : Madeleine Paoli
- Luana Duchemin : Sandrine Paoli
- Isalinde Giovangigli : Christine Marolle
- Jules Azem : Mathieu Weber
- Charlotte Pes : Léa Sorbier
- Bénédicte Choisnet : Joséphine Brucker

### Épisode 4:Grande redistribution
- Belgique : 14 janvier 2017 sur La Une
- Suisse : 7 janvier 2017 sur RTS Un
- France : 2 février 2017 sur TF1

- Belgique : 269 995 téléspectateurs (16,05 % de part d'audience)[4] (première diffusion)
- France : 5,90 millions de téléspectateurs (23,7 % de part d'audience)[5] (première diffusion)

- Boris Terral : Michel Mariani
- Sandrine Rigaux : Lydie Mariani
- Félix Lefebvre : Romain Mariani
- Véronique Barrault : Brigitte Cros
- Guillaume Arnault : Jérémy Cros
- Lola Naymark : Charline Louvain
- Vincent Heneine : Ludovic Gomez
- Nicolas Lormeau : Yves Langlois
- Isis Guibert : Annabelle
- Victorien Robert : Hervé Tellier
- Anthony Paliotti : Marc Boilland

### Épisode 5:En plein ciel
- Belgique : 21 janvier 2017 sur La Une
- Suisse : 14 janvier 2017 sur RTS Un
- France : 9 février 2017 sur TF1

- Belgique : 288 190 téléspectateurs (17,7 % de part d'audience)[6] (première diffusion)
- France : 6,32 millions de téléspectateurs (26,4 % de part d'audience)[7] (première diffusion)

- Daniel Njo Lobé : Gaspard Viel
- Éléonore Gosset-Bernheim : Lisa Mauroy
- Nicolas Medad : Paul Mauroy
- Bertrand Constant : Vincent Pagnol
- Leslie Lipkins : Lauren
- Didier Delahaye : Le toubib
- Guillaume Derieux : Agent PAF 1
- Mathieu Stortoz : Aiguilleur 1
- Céline Milliat-Baumgartner : Amélie
- Anna Sherbinina : Mariette
- Sterenn Nogues : Gendarmette (Adeline)
- Nathalie Defendente : Infirmière
- Claude Wasselin : Mari d'Amélie
- Mareva Carassou : Aiguilleuse 2

### Épisode 6:White party
- Belgique : 28 janvier 2017 sur La Une
- Suisse : 21 janvier 2017 sur RTS Un
- France : 16 février 2017 sur TF1

- Belgique : 222 114 téléspectateurs (15 % de part d'audience)[8] (première diffusion)
- France : 5,86 millions de téléspectateurs (24,1 % de part d'audience)[9] (première diffusion)

- Valérie Dashwood : Déborah Walter
- Joseph Malerba : Simon Walter
- Rio Vega : Florian Walter
- Pauline Briand : Marion Walter
- Ludovic Baude : Thomas Walter
- Benjamin Lhommas : Kevin Milan
- Laurent Fernandez : Vincent Delgado
- Justine Pessin-Balayre : L'ange
- Mourad Boussatha : Le squelette
- Sterenn Nogues : Gendarmette (Adeline)
- Victor Meutelet : Julien Lacombe

### Épisode 7:Manipulations
- Belgique : 4 février 2017 sur La Une
- Suisse : 28 janvier 2017 sur RTS Un
- France : 23 février 2017 sur TF1

- Belgique : 271 771 téléspectateurs (17 % de part d'audience)[10] (première diffusion)
- France : 6,01 millions de téléspectateurs (24,3 % de part d'audience)[11] (première diffusion)

- Victor Meutelet : Julien Lacombe
- David Ayala : Patrice Lacombe
- Jessica Borio : Mathilde Lacombe
- Marion Malenfant : Chloé
- Patrick Kodjo Topou : Hugo

### Épisode 8:Sacrifices
- Belgique : 11 février 2017 sur La Une
- Suisse : 4 février 2017 sur RTS Un
- France : 2 mars 2017 sur TF1

- Belgique : 247 139 téléspectateurs (15,3 % de part d'audience)[12] (première diffusion)
- France : 6,14 millions de téléspectateurs (24,4 % de part d'audience)[13] (première diffusion)

- Camille De Leu : Pauline Desbordes
- David Salles : Gabriel Fesnard
- Clémence Aubry : Karine Fesnard
- David Baiot : Marc Faure
- Milena Studer : Julia Perrier
- Mahdi Belemlih : Mehdi Saoudi
- Fabrice Deville : Mari de Camille
- Nelson Paluku-Rubinga : Nelson

### Épisode 9:Mortels rivages
- Belgique : 18 février 2017 sur La Une
- Suisse : 18 février 2017 sur RTS Un
- France : 9 mars 2017 sur TF1

- Belgique : 261 574 téléspectateurs (15,8 % de part d'audience)[14] (première diffusion)
- France : 6,43 millions de téléspectateurs (26,3 % de part d'audience)[15] (première diffusion)

- Cyrielle Debreuil : Caroline Vincenti
- Sharif Andoura : Nasser Brahimi
- Nathalie Bienaimé : Élise Le Gall
- Camélia Pichaud : Leïla Brahimi
- Florent Bigot de Nesles : Stéphane Acker
- Joan Titus : Ana, la nounou
- Gaëtan Wenders : Bertrand Vincenti
- Olivier Cabassut : Martial Jalabert

### Épisode 10:L'impasse
- Belgique : 25 février 2017 sur La Une
- Suisse : 25 février 2017 sur RTS Un
- France : 16 mars 2017 sur TF1

- Belgique : 266 009 téléspectateurs (17,7 % de part d'audience)[16] (première diffusion)
- France : 5,72 millions de téléspectateurs (24 % de part d'audience)[17] (première diffusion)

- Constantin Balsan : Maxime Totti
- Cornélie Havas : Joana Gay-Para
- Jacques de Candé : Sébastien Autier
- Louise Blachère : Magali Totti
- Rodney Allan Arab : Kévin Gay-Para
- Luce Mouchel : Marion Gay-Para
- Charles Salvy : Octave Pélissié
- Jérôme Care Aulanier : Le policier

### Épisode 11:Origine
- Belgique : 4 mars 2017 sur La Une
- Suisse : 4 mars 2017 sur RTS Un
- France : 23 mars 2017 sur TF1

- France : 5,48 millions de téléspectateurs (22,1 % de part d'audience)[18] (première diffusion)

- Marie Petiot : Ophélie Andreï
- Caroline Baehr : Brigitte Andreï
- Bernard Eylenbosch : Xavier Dubreuil
- Catherine Lefroid : Sonia Dubreuil
- Milo Brazzi : Raphaël Dubreuil
- Noah Leveel : Hugo Dubreuil
- Oscar Copp : Frédéric Gaudit
- Juliet Lemonnier : Élodie Mansart
- Cathy Ruiz : Femme du labo
- Sophie Payan : Adèle Coignères
- Ichem Saïbi : Vigile casse auto

### Épisode 12:Mauvais genre
- Belgique : 11 mars 2017 sur La Une
- Suisse : 11 mars 2017 sur RTS Un
- France : 30 mars 2017 sur TF1

- France : 6,31 millions de téléspectateurs (26,2 % de part d'audience)[19] (première diffusion)

- Alice Rahimi : Sasha Duroy
- Nicolas Jouhet : Christophe Ostria
- Daisy Broom : Alix Brémond
- Guillaume Denaiffe : Vincent Beauvalet
- Charlotte Levy : Fanny Hermet
- Agnès Miguras : Mélanie Delage
- Estelle Skornik : Garance

### Épisode 13:Mon ange
- Belgique : 18 mars 2017 sur La Une
- Suisse : 18 mars 2017 sur RTS Un
- France : 6 avril 2017 sur TF1

- Belgique : 261 920 téléspectateurs (16,4 % de part d'audience)[21] (première diffusion)
- France : 6,10 millions de téléspectateurs (24,2 % de part d'audience)[22] (première diffusion)

- Pia Lagrange : Émilie Bernard
- Mila Lemal-Bonilla : Lola
- Éric Bernard : Anthony Parot
- Marie-Armelle Deguy : Suzanne Derville
- Niels Dubost : Paul Francourt
- Sophie Maréchal : Laura
- Fanny Paliard : Inès
- Sophie Barjac : Madame Pasquet
- Fanny Gatibelzal : Médecin
- Frédérique Cerdan : Femme témoin chute
- Yves Derrien : Homme parking
- Daniel Lawless : Client anglais
- Estelle Skornik : Garance

### Épisode 14:Prêt à tout
- Belgique : 1er avril 2017 sur La Une
- Suisse : 25 mars 2017 sur RTS Un
- France : 13 avril 2017 sur TF1

- Belgique : 256 111 téléspectateurs (17,6 % de part d'audience)[23] (première diffusion)
- France : 5,54 millions de téléspectateurs (23,2 % de part d'audience)[24] (première diffusion)

- Estelle Skornik : Garance
- Olivier Desautel : Anthony Volker
- Moussa Maaskri : Carrisi
- Lionel Sautet : Gregory Jasso
- Jean-Paul Dubois : Le prêtre
- Fabienne Galula : Lisa Lecoeur
- Jean Vincentelli : Le président du tribunal